# 王恭立
王恭立（1925年—2015年4月14日），英文名Kung-Lee Wang，籍貫浙江奉化，美国百人会创始人。

## 生平
民国矿业巨头王正黼三子，北洋政要王正廷侄子，籍貫浙江奉化，1925年生于中国东北。1947年毕业于燕京大学经济系。赴美国留学，入布朗大学，获得经济学硕士学位。毕业后在美国投行工作。1955年至1960年，任美国CEIR顾问公司专职分析员。1957年，获得哥伦比亚大学工商管理硕士学位。1960年，入美国内政部，任专职经济学家长达二十二年，任计量经济部主管。并任职美国矿务局。1965年获得哈佛大学公共事业管理硕士学位。1980年至1981年，荣任美国冶矿及石油工程师学会（AIME）全国经济委员会主席。
1982年，王自美国政府卸任。创办KLW国际顾问公司。1973年创办美华协会并任首任主席。1973年再创立全美华文学校协会。1989年与马友友等创办“百人会”，是美籍华人精英组织。再创办美中国际交流协会。1988年至1995年，任美中首都友谊协会主席。
2015年4月14日逝世，享寿九十一岁。

## 荣誉
- 1993年，获得美国移民界最高奖——艾利斯岛移民奖（Ellis Island Medal of Honor）[2]。
- 2008年，获得美华协会先驱奖。

## 家庭
- 子王敬毓（Christopher C. Wang），美国运通高管。